# Liste der Naturdenkmale in Neuenstein (Hessen)
Die Liste der Naturdenkmale in Neuenstein nennt die im Gebiet der Gemeinde Neuenstein im Landkreis Hersfeld-Rotenburg in Hessen gelegenen Naturdenkmale.

## Naturdenkmale
| Bild            | Bezeichnung     | Ortsteil, Lage                                | Beschreibung                 | Art            | Nr.     |
| --------------- | --------------- | --------------------------------------------- | ---------------------------- | -------------- | ------- |
| Fotos hochladen | Linde (Tilia)   | Aua 50° 54′ 56,3″ N, 9° 34′ 13,4″ O           | Dorflinde                    | Linde          | 3632650 |
| BW              | Eiche (Quercus) | Mühlbach 50° 56′ 39,7″ N, 9° 32′ 34,1″ O      | Eine Eiche (Wandereiche)     | Eiche          | 3632651 |
| BW              | Eiche (Quercus) | Obergeis 50° 53′ 6,1″ N, 9° 35′ 11,9″ O       | Eine Eiche (Vergleichseiche) | Eiche          | 3632652 |
| BW              | Linde (Tilia)   | Obergeis 50° 53′ 47,7″ N, 9° 36′ 2,3″ O       | Eine Linde                   | Linde          | 3632653 |
| BW              | Geisquelle      | Raboldshausen 50° 54′ 46,2″ N, 9° 31′ 33,4″ O | Geisquelle                   |                | 3632654 |
| Fotos hochladen | Gelbachseiche   | Saasen 50° 55′ 21″ N, 9° 32′ 42,8″ O          | Eine Eiche (Gelbachseiche)   | Eiche          | 3632655 |
| BW              | Kaisereiche     | Salzberg 50° 53′ 42″ N, 9° 29′ 14,9″ O        | Eine Eiche (Kaisereiche)     | Eiche          | 3632656 |
| BW              | Linden (Tilia)  | Untergeis 50° 53′ 43,2″ N, 9° 37′ 24″ O       | Drei Linden                  | Linde          | 3632658 |
| BW              | Wetterfichten   | Salzberg 50° 53′ 43,9″ N, 9° 29′ 19,8″ O      | Fichten (Wetterfichten)      | Gemeine Fichte | 3632659 |
| BW              | Wetterfichten   | Salzberg 50° 53′ 4,8″ N, 9° 29′ 55,3″ O       | Fichten (Wetterfichten)      | Gemeine Fichte | 3632660 |